# Beckenried
Beckenried (gsw. Beggeriäd) − miejscowość i gmina w środkowej Szwajcarii, w kantonie Nidwalden. Leży nad Jeziorem Czterech Kantonów.  

## Demografia
W Beckenriedzie mieszkają 3 733 osoby. W 2021 roku 13,6% populacji gminy stanowiły osoby urodzone poza Szwajcarią. 

## Transport
Przez teren gminy przebiegają autostrada A2 oraz droga główna nr 377. 